# Alfredo Meli
Alfredo Meli (31 de diciembre de 1944 – 31 de julio de 2010) fue un beisbolista y manager italiano, inventor de una disciplina muy singular conocida como béisbol para ciegos. 
Nacido en Bolonia, jugó para el club local Fortitudo Baseball Bologna entre 1965 y 1976, con el cual obtuvo 3 títulos de liga y 1 copa de campeones de Europa. Fue convocado en 38 ocasiones a la Selección de béisbol de Italia. Luego de retirarse como jugador activo, fue manager de su club de toda la vida, Fortitudo, obteniendo el título de liga en 1978. En años posteriores ocuparía cargos dirigenciales tanto en Fortitudo como en la FIBS. Es hasta 2011 la única persona en la historia del béisbol italiano en coronarse campeón como jugador, manager y presidente del equipo.
Los últimos años de su vida los entregó completamente al desarrollo del béisbol para invidentes, fundando la Asociación de Béisbol para Ciegos e impulsando el crecimiento y la práctica de esta disciplina no solo en Italia sino también en otros países. En 2003, Fortitudo retiró en su honor la camiseta número 11, que Meli utilizó durante sus tiempos de jugador activo.
- Datos: Q3611447